# Fakarava
Fakarava ist ein Atoll im Tuamotu-Archipel im Pazifischen Ozean, etwa 490 km nordöstlich von Tahiti gelegen.

## Geographie
Das nächste Atoll ist Toau, 14 km nordwestlich gelegen. Fakarava ist mit einer Ausdehnung von 60 × 25 km sowie einer Fläche von nahezu 1.200 km² das größte Atoll der gleichnamigen Gemeinde. Politisch gehört es zu Französisch-Polynesien und dort zur gleichnamigen Gemeinde Fakarava.
Die Lagune ist mit 1.153 km² eine der größten in Polynesien, die Landfläche beträgt dagegen nur etwa 16 km². Fakarava besteht aus zahlreichen, langgestreckten Motus, vor allem im Norden und Osten des Atolls, die sich nur wenige Meter über den Meeresspiegel erheben. Die Lagune des Atolls hat zwei schiffbare Passagen, Garuae die größte befahrbare Lagunen-Passage in ganz Polynesien, und die südliche Passage Tumakohuna.

## Geschichte

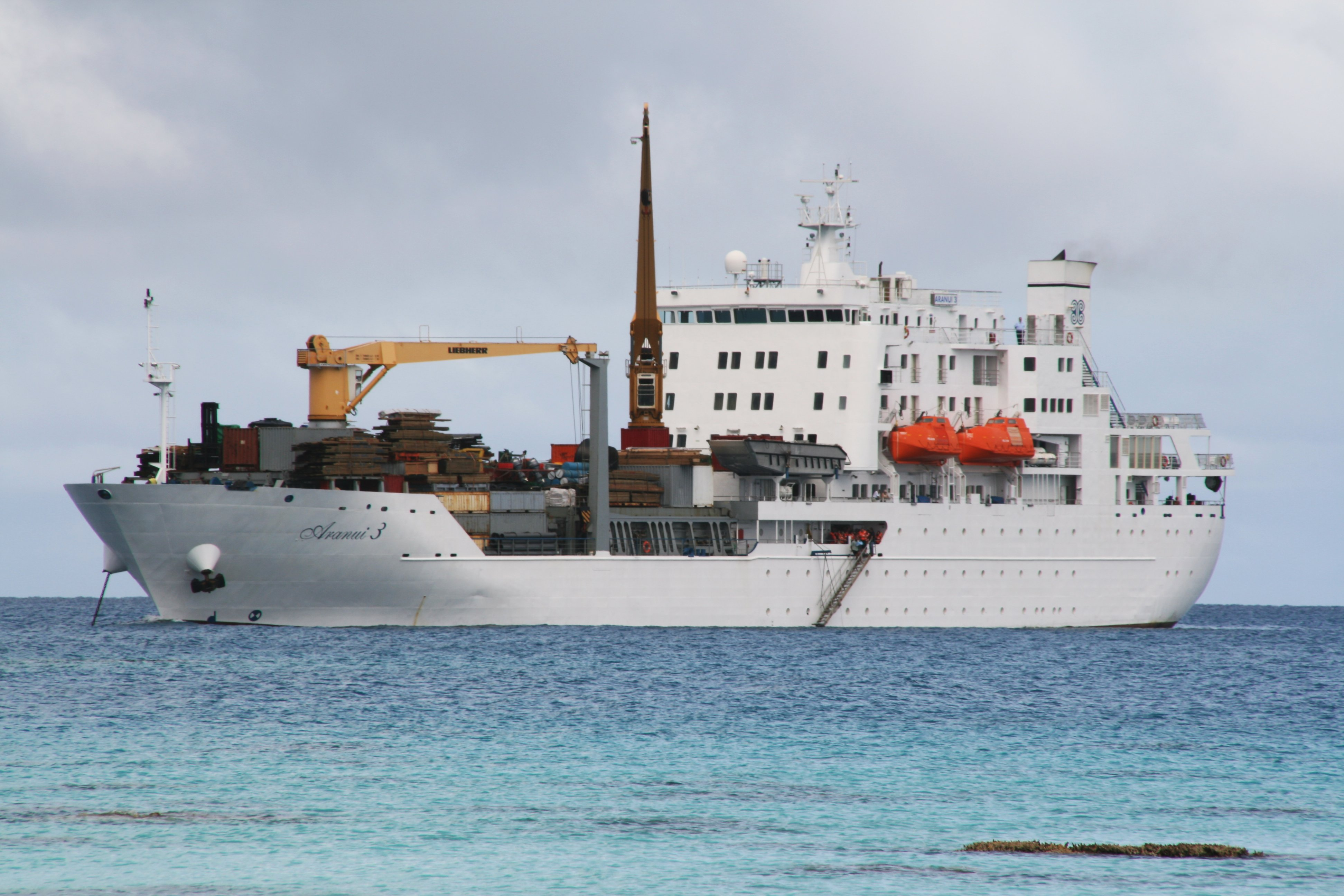
Die Aranui 3 in der Lagune von Fakarava

Fakarava wurde am 10. Oktober 1820 vom deutschbaltischen Offizier Fabian Gottlieb von Bellingshausen für Europa entdeckt, er nannte das Atoll zu Ehren des russischen Generalfeldmarschalls Ludwig Adolf Peter zu Sayn-Wittgenstein Insel Wittgenstein.
Die Bewohner von Fakarava wurden durch den belgischen Jesuiten-Pater Honoré Laval 1849 christianisiert. Die erste Kirche wurde 1850 fertiggestellt.

## Bevölkerung
Das Atoll hatte 2012 806 Einwohner, die sich auf mehrere Dörfer verteilen. Hauptort ist Rotoava im Nordosten, das zur Volkszählung 2002 433 (oder 63 Prozent) der insgesamt 688 Einwohner des Atolls auf sich vereinigte.
| Zensus   | 1971 | 1977 | 1983 | 1988 | 1996 | 2002 | 2007 | 2012  |
| -------- | ---- | ---- | ---- | ---- | ---- | ---- | ---- | ----- |
| Fakarava | ?    | 204  | 224  | 248  | 467  | 688  | 797  | 806 ▲ |

## Infrastruktur und Tourismus
Ein Flugfeld wurde 1995 auf Fakarava eröffnet. Es hat den IATA-Flughafencode FAV und den ICAO-Code NTGF.
Die Insel verfügt über mehrere Hotels und ist ein beliebtes Reiseziel für Touristen, insbesondere für Taucher. Von Zeit zu Zeit wird das Atoll von Kreuzfahrtschiffen angelaufen.
Fakarava hat zusammen mit anderen Atollen der Gemeinde Fakarava durch die UNESCO den Status eines Biosphärenreservates erhalten.

## Galerie

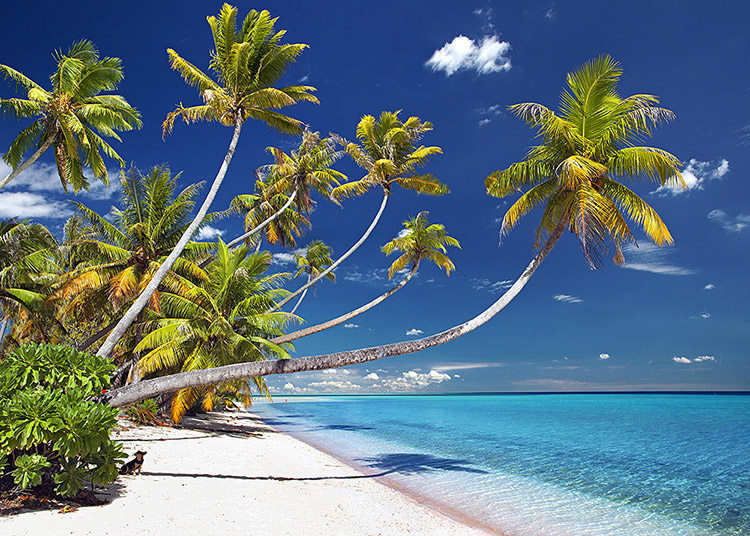
Fakarava - Hirifa Beach
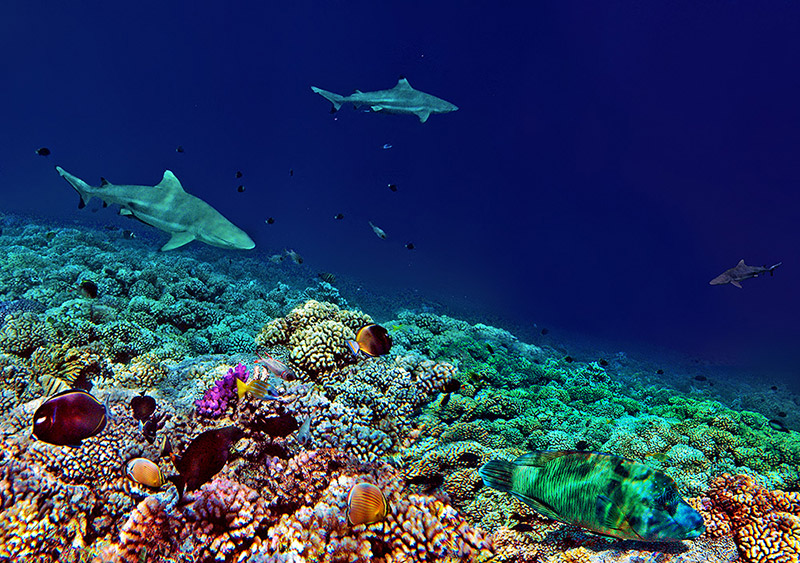
Fakarava Passe Sud, Biosphärenreservat